# Гарнавілло (Айова)
Гарнавілло (англ. Garnavillo) — місто (англ. city) в США, в окрузі Клейтон штату Айова. Населення — 763 особи (2020).

## Географія
Гарнавілло розташоване за координатами 42°51′58″ пн. ш. 91°14′11″ зх. д. / 42.86611° пн. ш. 91.23639° зх. д. (42.866131, -91.236410).  За даними Бюро перепису населення США в 2010 році місто мало площу 2,65 км², уся площа — суходіл.

## Демографія
Згідно з переписом 2010 року, у місті мешкало 745 осіб у 332 домогосподарствах у складі 201 родини. Густота населення становила 281 особа/км².  Було 359 помешкань (136/км²).
Расовий склад населення:
| - 98,3 % — білих - 0,5 % — чорних або афроамериканців |

До двох чи більше рас належало 0,4 %. Частка іспаномовних становила 1,6 % від усіх жителів.
За віковим діапазоном населення розподілялося таким чином: 17,7 % — особи молодші 18 років, 54,4 % — особи у віці 18—64 років, 27,9 % — особи у віці 65 років та старші. Медіана віку мешканця становила 48,5 року. На 100 осіб жіночої статі у місті припадало 98,1 чоловіків;  на 100 жінок у віці від 18 років та старших — 91,6 чоловіків також старших 18 років.
Середній дохід на одне домашнє господарство  становив 54 865 доларів США (медіана — 46 750), а середній дохід на одну сім'ю — 62 414 долари (медіана — 57 000). Медіана доходів становила 40 357 доларів для чоловіків та 27 656 доларів для жінок. За межею бідності перебувало 12,2 % осіб, у тому числі 3,7 % дітей у віці до 18 років та 11,0 % осіб у віці 65 років та старших.
Цивільне працевлаштоване населення становило 423 особи. Основні галузі зайнятості: освіта, охорона здоров'я та соціальна допомога — 18,4 %, виробництво — 14,7 %, роздрібна торгівля — 11,8 %, будівництво — 11,1 %.